# Бакаево (Курганская область)
Бакаево — деревня в Сафакулевском районе Курганской области. Входит в состав Надеждинского сельсовета.

## История
До 1917 года входила в состав Сарт-Калмыкской волости Челябинского уезда Оренбургской губернии. По данным на 1926 год состояла из 89 хозяйств. В административном отношении входила в состав Абдульменевского сельсовета Яланского района Челябинского округа Уральской области.

## Население
| 1989 | 2002 | 2010 |
| ---- | ---- | ---- |
| 353  | ↘286 | ↘149 |

По данным переписи 1926 года в деревне проживало 394 человека (201 мужчина и 193 женщины), в том числе: башкиры составляли 100 % населения.
Национальный состав
Согласно результатам Всероссийской переписи населения 2002 года, в национальной структуре населения башкиры составляли 90 %.